# Malleville-les-Grès
Malleville-les-Grès è un comune francese di 205 abitanti situato nel dipartimento della Senna Marittima nella regione della Normandia.

## Società

### Evoluzione demografica
Abitanti censiti